# Argentino Ledesma
Corazón Argentino Ledesma (* 24. Juni 1928 in Santiago del Estero; † 6. August 2004 in Buenos Aires) war ein argentinischer Tango-Musiker.
Als Tango-Sänger und Texter arbeitete er mit Héctor Varela und prägte mit ihm den typischen „Varela“-Stil. Später trat er auch mit anderen Formationen auf, unter anderem mit Carlos Di Sarli und Miguel Caló und arbeitete schließlich ohne feste Bindung an ein Orchester.

## Leben und Karriere
Nachdem die Aufnahmeprüfung an der Staatlichen Militärakademie in Tucumán, die er wohl auf Anregung seiner Verwandtschaft unternommen hatte, an seiner Farbenblindheit scheiterte, blieb Ledesma der Musik aus Buenos Aires eng verbunden. Eine Gruppe von Freunden konnte einen Vorstellungstermin beim Radiosender Aconcagua für Ledesma organisieren. Der Sender nahm Ledesma für eine unerwartet hohe Summe unter Vertrag. Sein zunächst angedachter Künstlername Raúl Ledesma – einer seiner Onkel hieß Raùl – war bereits vergeben und in der Szene bekannt. Also entschied sich Ledesma für seinen zweiten Vornamen.
Ledesma war nun gut beschäftigt: montags bis freitags sang er im Radio unter Begleitung einer Gitarrengruppe (Mario Menéndez, Navarro, Bernal) und am Wochenende war er in den Clubs von Tucumàn mit verschiedenen lokalen Tango Orchestern unterwegs.
Während dieser Zeit entwickelte Ledesma auch seine Liebe zum Fußballspiel. Er wurde ein so guter Spieler, dass er sich zwischen dem Tango und dem Fußball entscheiden musste, da sich die nächtlichen Auftritte in den Tango-Salons am Samstagabend nicht mit den Spielen am Sonntag vertrugen.
1947 besuchte er mit Freunden einen Auftritt des Tango-Orchesters von Alberto D’Angelo aus Buenos Aires. Mit dem Einverständnis des Maestros sang er während des Balls drei Tangos mit dem Orchester (“Mi noche triste (Lita)”, “Siga el corso” und “Y volvemos a querernos”). D’Angelo war beeindruckt von der Stimme Ledesmas und bot ihm an, mit nach Buenos Aires zu kommen. Ledesma lehnte trotz des im Verhältnis zu seinem Erfolg relativ geringen Einkommens ab, da er in sich Tucumán gut eingerichtet hatte.
Später trat er mit dem Orchester Joaquín Signorelli auf. Als der Vertrag mit dem Radiosender endete, kehrte er ein seine Heimatprovinz zurück.
Neben einer Tätigkeit als Buchhalter trat er hier im Radio Del Norte auf. Samstags abwechselnd mit den lokalen Tango-Orchestern unter Luis Napoleón und den Brüdern Paz.
In den frühen 1950er-Jahren bewarb er sich als Buchhalter bei einer wichtigen Firma in der Hauptstadt. Er wurde genommen und so zog er nach Buenos Aires um.
Bereits am zweiten Tag nach seiner Ankunft machte sich Ledesma in der Tango-Szene kundig und besuchte Konzerte und Bälle mit dem Ziel, eine musikalische Heimat in der Hauptstadt zu finden. Er nahm verschiedene Angebote zum Vorsingen an. Er bekam beim Radiosender Belgrano sofort einen Vertrag. Dessen berühmter Moderator Guillermo Brizuela Méndez war von seinem Talent so begeistert, dass er ihn an den Maestro Héctor Varela empfahl, der einen Ersatz für einen der beiden Sänger in seiner Formation, Armando Laborde, suchte.